# Edgar Wedekind

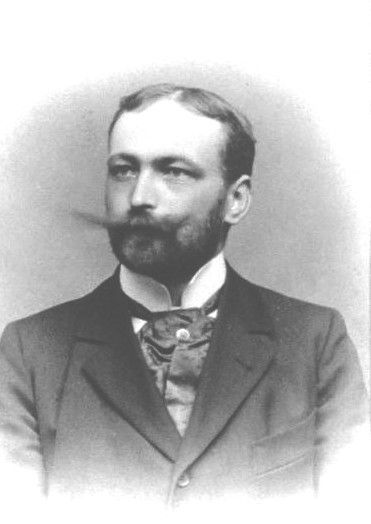
Edgar Wedekind, 1909

Edgar Leon Waldemar Otto Wedekind (* 31. Januar 1870 in Altona (bei Hamburg); † 22. Oktober 1938 in Erfurt) war ein deutscher Chemiker und Hochschullehrer.

## Leben
Wedekind wurde 1895 in München über Tetrazoliumverbindungen promoviert und habilitierte sich 1899 an der Universität Leipzig.
Er lehrte als Professor für analytische, physikalische und spezielle anorganische Chemie an den Universitäten Tübingen, Straßburg, Frankfurt a. M., Göttingen sowie an der Forstlichen Hochschule Hannoversch-Münden und wurde 1938 Mitglied der Erfurter Akademie.
Zusammen mit dem Mykologen Richard Falck entdeckte und analysierte er chemisch das erste Antibiotikum Sparassol (1923). Er verteidigte Falck gegen antisemitische Angriffe der Studenten.

## Schriften
- Zur Stereochemie des fünfwertigen Stickstoffes: mit besonderer Berücksichtigung des asymmetrischen Stickstoffes in der aromatischen Reihe, Leipzig 1899 (=Habilitationsschrift)
- Die Heterocyklischen Verbindungen der Organischen Chemie. Ein Lehr- und Nachschlagebuch für Studium und Praxis. Veit & Comp., Leipzig 1901 (archive.org)
- Magnetochemie. Beziehungen zwischen magnetischen Eigenschaften und chemischer Natur. Gebrüder Borntraeger, Berlin 1911 (archive.org)
- Kolloidchemie, Berlin 1925
- Stereochemie, Berlin, 3. A. 1923
- Chemie und Forstwirtschaft: Chemotherapie des Waldes, Hann. Münden 1929